# Santiago Peña

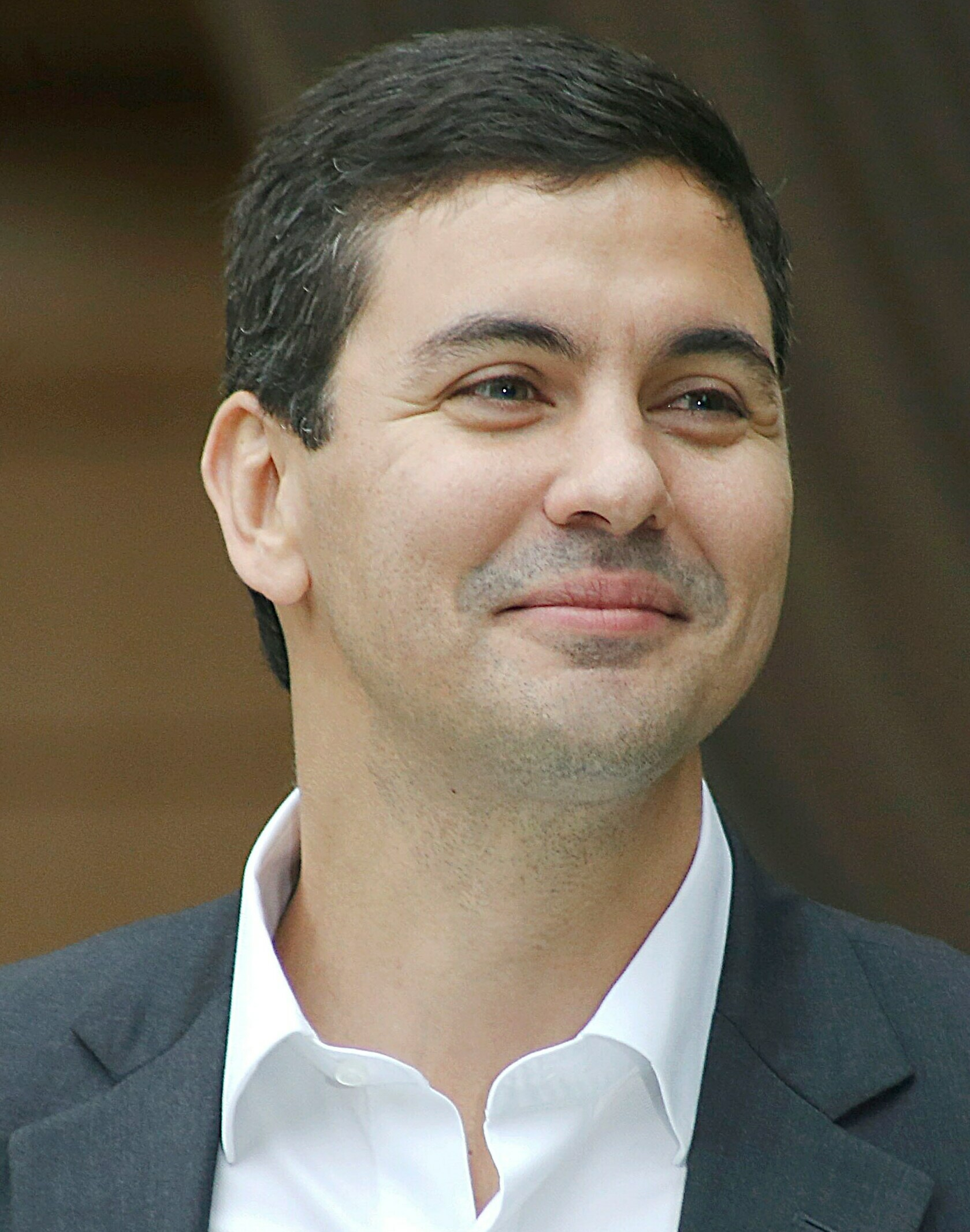
Santiago Peña (2017)

Santiago Peña Palacios (* 16. November 1978 in Asunción) ist ein paraguayischer Ökonom und Politiker. Zwischen 2015 und 2017 war er Finanzminister unter Staatspräsident Horacio Cartes. Seit dem 15. August 2023 ist er Staatspräsident von Paraguay.

## Karriere
Peña studierte Wirtschaft an der Universidad Católica Nuestra Señora de la Asunción. Anschließend schloss er ein Masterstudium in Economic Policy Management an der Columbia University in New York City ab. Nach seinem Studium begann er im Jahr 2000 für die Zentralbank von Paraguay zu arbeiten. 2009 wechselte er an den Internationalen Währungsfonds in Washington, D.C., wo er für Entwicklungshilfe in Afrika zuständig war. 2012 kehrte er schließlich an die Zentralbank von Paraguay zurück, wo er Mitglied des Direktoriums der Bank wurde.
Am 5. Januar 2015 ernannte Staatspräsident Horacio Cartes Peña zum Finanzminister in seinem Kabinett. Er blieb bis zum 5. Juni 2017 im Amt, ehe er zurücktrat, um bei der Präsidentschaftswahl 2018 als Kandidat anzutreten. Bei den internen Vorwahlen der Partido Colorado trat er gegen den Senator Mario Abdo Benítez an und erhielt 43,3 % der Stimmen. Somit unterlag er seinem Gegenkandidaten, der 50,9 % der Stimmen erhielt und bei der Wahl 2018 zum Staatspräsidenten gewählt wurde. Nach seiner Niederlage kehrte Peña in die Wirtschaft zurück und begann für die paraguayische Banco Basa zu arbeiten.
Im Jahr 2022 kündigte Santiago Peña  seine erneute Kandidatur bei der kommenden Präsidentschaftswahl 2023 an. Diesmal konnte er sich mit 51,6 % der Stimmen in der parteiinternen Vorwahl durchsetzen und wurde so zum Kandidaten seiner Partei bei der Wahl gekürt. Er gewann die Präsidentschaftswahl mit 42,7 % der abgegebenen Stimmen vor Efraín Alegre (27,5 %). Am 15. August 2023 trat er sein Amt an.

## Familie
Santiago Peña ist seit 1997 mit Leticia Ocampos verheiratet, das Paar hat einen Sohn und eine Tochter.